# Wyznania Arsène’a Lupin
Wyznania Arsène’a Lupin (Zwierzenia Arsène’a Lupin) – zbiór opowiadań autorstwa Maurice’a Leblanca opisujących przygody Arsène’a Lupin. Pierwotnie opublikowany na łamach gazety „Le Journal” od 15 kwietnia 1911 do 15 lutego 1913 roku, w czerwcu 1913 roku został wydany w całości w formie książkowej przez Éditions Lafitte.

## Wydania w Polsce
- jako Wyznania... ukazały się w serii Klasyka Kryminału (Biblioteka Bluszcza) w cyklu Arsène Lupin (tom: 6);
- jako Zwierzenia...  w "Wydawnictwach dzieł pogodnych", Lwów 1927, tłum. Kazimierz Rychłowski.
- jako Zwierzenia... w Klasyka francuskiego kryminału, Warszawa 2021, tłum. jw.

## Opowiadania
W skład oryginalnego (tj. wydanego w 1913 r.) zbioru wchodziły następujące opowiadania:
- Les Jeux du soleil
- L'Anneau nuptial
- Le Signe de l'ombre
- Le Piège infernal
- L'Écharpe de soie rouge
- La Mort qui rôde
- Le Mariage d’Arsène Lupin
- Le Fétu de paille
- Édith au cou de cygne